# سالفيو دينو
سالفيو دينو (5 يونيو 1932 - 24 أغسطس 2020)، هو كاتب وسياسي برازيلي شغل منصب عضو الكونغرس . 